# Richard Gans
Richard Martin Gans, auch Ricardo Gans (* 7. März 1880 in Hamburg; † 27. Juni 1954 in City Bell bei La Plata, Argentinien) war ein deutscher Physiker.

## Leben
Richard Gans war eines von sechs Kindern des Hamburger Kaufmanns Martin Philipp Gans und seiner Ehefrau Johanna Juliette Gans, geborene Behrens. Er besuchte das Wilhelm-Gymnasium in Hamburg, wo er zu Ostern 1898 das Reifezeugnis erhielt.
Gans studierte zunächst Elektrotechnik an der Technischen Hochschule Hannover, anschließend Mathematik und Physik an der Universität Straßburg. Zu seinen Lehrern gehörten dort Jonathan Zenneck, Emil Cohn und der Mathematiker Heinrich Weber. 1901 promovierte Gans an der Universität Straßburg mit dem Thema Über die Induction in rotierenden Leitern zum Dr. phil. nat., und zwar summa cum laude. Von 1901 bis 1902 forschte er an der Universität Heidelberg als Assistent von Georg Quincke. 1902 wurde er Mitarbeiter Friedrich Paschens an der Universität Tübingen, bei dem er schon studiert hatte und wo er sich 1903 habilitierte. Unter anderem befasste er sich mit dem Zeeman-Effekt. Von 1903 bis 1908 war er als Privatdozent an der Universität Tübingen tätig. Er war mit Paul Gmelin an der Entwicklung einer Präzisionsmethode zur absoluten Magnetfeldbestimmung beteiligt, entwickelte Etalons (geeichte Vergleichsmagnete) für die Messung starker Magnetfelder und hatte sich als Lehrender früh mit der Relativitätstheorie befasst. Außerdem befasste er sich mit der Magnetisierungskurve, der Temperaturabhängigkeit der Koerzitivfeldstärke, der Magnetisierung dünner Schichten und führte die Begriffe longitudinale und transversale sowie reversible und irreversible Permeabilität ein. 
Von 1908 bis 1912 lehrte er an der Universität Straßburg. Von 1912 bis 1925 war er Professor für Physik an der Universität de La Plata, Argentinien. Er baute dort das Physikalische Institut der Universität auf und wurde dessen Direktor. Während des Ersten Weltkrieges fielen im deutschen Heer zwei seiner Brüder. 
Von 1925 bis 1935 war Gans Ordinarius für Theoretische Physik am II. Physikalischen Institut der Universität Königsberg. Sein Schwerpunkt lag auf der Erforschung des Magnetismus, wobei er sowohl theoretisch als auch experimentell arbeitete. Zu seinen Schülern und Mitarbeitern in Königsberg gehörten Nikolai Sergejewitsch Akulow, der in der Sowjetunion eine Schule der Erforschung des Magnetismus aufbaute, Ernst Czerlinsky und Udo Adelsberger. Zu den von ihm in Königsberg untersuchten Fragen gehörte die Untersuchung der Magnetisierung auf kristalliner und molekularer (inneres Streufeld) Ebene, Lokalisierung von Hystereseverlusten aus der Magnetisierungskurve und Einfluss elastischer (mechanischer) Spannungen auf die Magnetisierung.
Nach der Machtergreifung der Nationalsozialisten wurde er wegen seiner Verdienste im Ersten Weltkrieg in Argentinien zunächst in Ruhe gelassen. 
Aufgrund seiner jüdischen Abstammung wurde Gans dann aber am 27. Dezember 1935 im Alter von nur 55 Jahren aufgrund der Nürnberger Rassegesetze zwangsemeritiert. 
Er siedelte anschließend nach Berlin über, wo er am Forschungsinstitut der AEG in Berlin-Reinickendorf eine Ausweichposition als wissenschaftlicher Mitarbeiter erhalten hatte. Dort hatte auch sein früherer Assistent Bernhard Mrowka, der sich geweigert hatte, dem NS-Dozentenbund beizutreten, eine neue Anstellung gefunden. Leiter des Instituts war Carl Ramsauer, der von dort aus gegen die Deutsche Physik opponierte. Infolge der Rassegesetze sah sich Max von Laue gezwungen, Gans die Teilnahme an Kolloquien der Berliner Universität zu untersagen. 1938 trat Gans gemeinsam mit Emil Cohn, George Jaffé, Leo Graetz, Walter Kaufmann und anderen jüdischen Physikern aus Protest gegen nationalsozialistische Willkür aus der Deutschen Physikalischen Gesellschaft aus. Mit Hilfe von Freunden, wie etwa Walther Gerlach, der im Reichsforschungsrat eine maßgebliche Rolle spielte, konnte Gans den Verfolgungen durch die Nationalsozialisten ansonsten weitgehend entkommen. Gerlach, der Gans Aufträge zukommen ließ, erwähnt, dass Gans am Anfang des Krieges zeitweise hart körperlich arbeiten musste, dabei aber seinen Humor und sein Interesse für die Physik nicht verloren habe. Nachdem Gans 1943 seinen Posten im Forschungsinstitut der AEG verloren hatte, arbeitete er bis 1945 im Entwicklungslaboratorium Dr. Schmellenmeier in Berlin-Lankwitz. Dieses private Institut war mit wehrtechnischen Entwicklungsaufträgen betraut und wurde vom Reichsforschungsrat finanziert. Gans war dort an der Entwicklung einer Strahlenquelle bzw. eines Beschleunigers beteiligt, dem damals sogenannten „Rheotron“, besser unter dem Namen Betatron bekannt. Fachkollegen hatten gegenüber NS-Behörden die „Unentbehrlichkeit“ von Gans bei diesem Entwicklungsprojekt durchgesetzt, um ihn vor der Deportation in ein Konzentrationslager zu bewahren.
1946, nach Ende des Zweiten Weltkriegs, durfte Gans an der Universität München vorübergehend den Lehrstuhl des 77-jährigen Arnold Sommerfeld vertreten, ohne jedoch Aussicht auf dessen Nachfolge zu haben. 
Aus persönlichen Gründen gab er die Vertretung nach etwa neun Monaten auf, um 1947 nach Argentinien zu emigrieren, wo er bereits um die Zeit des Ersten Weltkriegs an der Universidad de la Plata tätig gewesen war. Von 1947 bis 1951 wirkte er wieder an derselben Universität. Er wurde dort Direktor des Physikalischen Instituts. Von 1951 bis 1953 lehrte er an der Universität von Buenos Aires als Professor für Physik. Er war Lehrer u. a. des Physikers Bernhard Mrowka (1907–1973), der von 1931 bis 1934 sein Assistent gewesen war. In Argentinien befasste er sich unter anderem mit Funktechnik.
Am Anfang seiner beruflichen Laufbahn veröffentlichte Gans in der deutschen vierzehntäglich erscheinenden Fachzeitschrift Beiblätter zu den Annalen der Physik regelmäßig Zusammenfassungen wichtiger internationaler Publikationen, was um die gleiche Zeit in derselben Fachzeitschrift auch Albert Einstein tat. Im Frühjahr 1905, im Heft Nr. 4, veröffentlichte Gans eine Zusammenfassung eines Aufsatzes von Hendrik Antoon Lorentz aus dem Jahr 1904, in der dieser die Lorentztransformation explizit anführt. Einstein veröffentlichte in denselben Beiblättern im selben Band viele Rezensionen zur Thermodynamik. Nach gängiger Meinung und auch nach den bekannten überlieferten Zeugnissen von Einstein kannte er in der Vorbereitung seiner Arbeit von 1905 die Lorentztransformation nicht.
Ein Schwerpunkt seiner Forschung war die Streuung des Lichts an mikroskopischen Schwebeteilchen (Tyndall-Effekt), an hochreinen Gasen und Flüssigkeiten, was er theoretisch (Quantentheorie) und experimentell erforschte, was damals große experimentelle Herausforderungen stellte. In diesem Zusammenhang untersuchte und verfeinerte er auch die Theorie der Brownschen Bewegung von Einstein und Marian Smoluchowski, Optische Aktivität, Diffusion in Flüssigkeiten und elektrooptische Phänomene.

## Publikationen
- Über die Induction in rotierenden Leitern; Strassburg 1902 (32 S.).
- „Die Grundgleichungen der Elektrodynamik“, Verhandlungen des Naturwissenschaftlich-Medizinischen Vereins zu Heidelberg, Neue Folge, VIII (2), 208 – 219 (1904). (In dem Aufsatz werden die Theorien für bewegte Medien von H. Hertz, H. A. Lorentz und E. Cohn  miteinander verglichen.)
- Einführung in die Vektoranalysis mit Anwendungen auf die mathematische Physik, Leipzig 1905, 6. Aufl. 1929.
- Einführung in die Theorie des Magnetismus, Leipzig/Berlin 1908 (110 S.)
- Elektrostatik und Magnetostatik, 1906, Enzyklopädie der mathematischen Wissenschaften
- „Ältere und neuere Theorien des Magnetismus“, Die Kultur der Gegenwart (P. Henneberg, Hrsg.), III. Teil, 3. Abteilung, 1. Band: Physik, Leipzig/Berlin 1915, 334 – 348.
- Rudolf H. Weber und Richard Gans, Repertorium der Physik, Bd. I: Mechanik und Wärme, Erster Teil: Mechanik, Elastizität, Hydrodynamik und Akustik, Leipzig/Berlin 1915 (434 S.).
- „Sind wir an der Grenze der Messmöglichkeit angelangt? - Ein Beitrag zur Theorie der Molekularbewegung von Messinstrumenten“, Schriften der Königsberger Gelehrten Gesellschaft, Naturwissenschaftliche Klasse, 7 (5), 177 – 194 (1930).
- Die Physik der letzten dreissig Jahre, Rede gehalten bei der Reichsgründungsfeier am 18. Januar 1930, Königsberg 1930 (19 S.).
- Richard Gans und Bernhard Mrowka, Beiträge zur Theorie des Atommagnetismus, Halle 1934 (86 S.).
- „Medien mit veränderlichem Brechungsindex“ und „Lichtzerstreuung“, Handbuch der Experimentalphysik (W. Wien und F. Harms, Hrsg.) XIX, Leipzig 1928, S. 343–406.
- Richard Gans und Bernhard Mrowka, Beitrag zur Störungstheorie in der Wellenmechanik, Halle 1935 (30 S.).